# Romain Cottard
Pour les articles homonymes, voir Cottard.
Romain Cottard est un acteur français, né le 29 décembre 1980 à Paris.

## Biographie
Diplômé de l'Université Paris-Dauphine, il commence sa formation de comédien en 2003 au Cours Jean Périmony avant d'intégrer le Studio-théâtre d'Asnières dirigé par Jean-Louis Martin-Barbaz.
En 2004, il est l’un des membres fondateurs de la Compagnie Les Sans Cou avec Clément Aubert, Paul Jeanson, Arnaud Pfeiffer et Igor Mendjisky.
En 2020, il crée le Groupe Fantôme avec Clément Aubert et Paul Jeanson.

## Filmographie

### Cinéma

#### Longs métrages
- 2011 : Bienvenue à Monte-Carlo de Thomas Bezucha
- 2016 : Cézanne et moi de Danièle Thompson
- 2020 : Le Bonheur des uns... de Daniel Cohen
- 2020: Les choses humaines de Yvan Attal

#### Courts métrages
- 2006 : Parade réalisé par Duoung Dang-Thai
- 2010 : Calliope réalisé par Arnaud De Cazes

### Web séries
- 2013 :	Zak (Saison 4) réalisée par Arthur Benzaquen
- 2014 :	J'en crois pas mes yeux  réalisée par Henri Poulain

## Théâtre
- 2003 : Le mandat de Nikolaï Erdman, mise en scène de Stéphane Douret au Théâtre 13
- 2004 : Les Brigands de Friedrich von Schiller, mise en scène de Paul Desveaux au Théâtre 71 - C.D.N, Scènes Nationales
- 2006 : Cyrano de Bergerac de Edmond Rostand, mise en scène de Denis Podalydès à la Comédie Française
- 2007 : Andromaque  de Jean Racine, mise en scène de Declan Donnellan au Théâtre des Bouffes du Nord
- 2009 : Hamlet de William Shakespeare, mise en scène de Igor Mendjisky /  Les Sans Cou au Ciné 13 Théâtre
- 2009 : Rêves de Wajdi Mouawad, mise en scène de Igor Mendjisky /  Les Sans Cou au Théâtre Mouffetard
- 2011 : Masques et nez, mise en scène de Igor Mendjisky au Festival d'Avignon Off, Théâtre Michel
- 2011-2014 : J’ai couru comme dans un rêve (Création collective "Les Sans Cou"), mise en scène de Igor Mendjisky
- 2012 : Le Dragon de Evgueni Schwartz, mise en scène de Stéphane Douret  au Théâtre 13 / Seine
- 2012 : Le misanthrope de Molière, mise en scène de Dimitri Klockenbring au Théâtre du Lucernaire
- 2013 : L'idiot de Dostoievski, mise en scène de Laurence Andreini au Théâtre de Belleville[3]
- 2014: Ubu roi  de Alfred Jarry, mise en scène de Declan Donnellan à Londres
- 2014 : Comment vous racontez la partie de Yasmina Reza, mise en scène de Yasmina Reza au Théâtre du Rond-Point[4]
- 2015 : Idem (Création collective "Les Sans Cou" publiée aux éditions Actes Sud), mise en scène de Igor Mendjisky , Théâtre du Nord de Lille et au Théâtre de la Tempête
- 2016 : Notre crâne comme accessoire (Création collective "Les Sans Cou" publiée aux éditions Actes Sud), mise en scène de Igor Mendjisky au Théâtre des Bouffes du Nord[5]
- 2016 : Maison de poupée de Henrik Ibsen, mise en scène de Lorraine de Sagazan au Théâtre de Vanves[6]
- 2017 : Honneur à notre élue de Marie NDiaye, mise en scène de Frédéric Bélier-Garcia au Théâtre du Rond-Point
- 2017 : Sulki et Sulku ont des conversations intelligentes (Actes Sud, 2017) de Jean-Michel Ribes, mise en scène de Jean-Michel Ribes, au Théâtre du Rond-Point
- 2018 : Le Maître et Marguerite de Mikhaïl Boulgakov, mise en scène de Igor Mendjisky , Théâtre de la Tempête[7]
- 2019 : L'absence de père de Tchekhov, mise en scène de Lorraine de Sagazan aux nuits de fourrières, au 104, à la MC93
- 2020 : La vie invisible de Guillaume Poix et Lorraine de Sagazan, mise en scène de Lorraine de Sagazan au CDN de Valence
- 2021: J'habite ici de Jean-Michel Ribes, au Théâtre du Rond-Point

## Distinctions
- Prix du Festival d'Anjou en 2009 avec la Compagnie Les Sans Cou
- Prix théâtre ADAMI en 2012 avec la Compagnie Les Sans Cou[8]
- Molières 2015 : Nomination au Molière du comédien dans un second rôle pour Comment vous racontez la partie[9]